# Gesandter

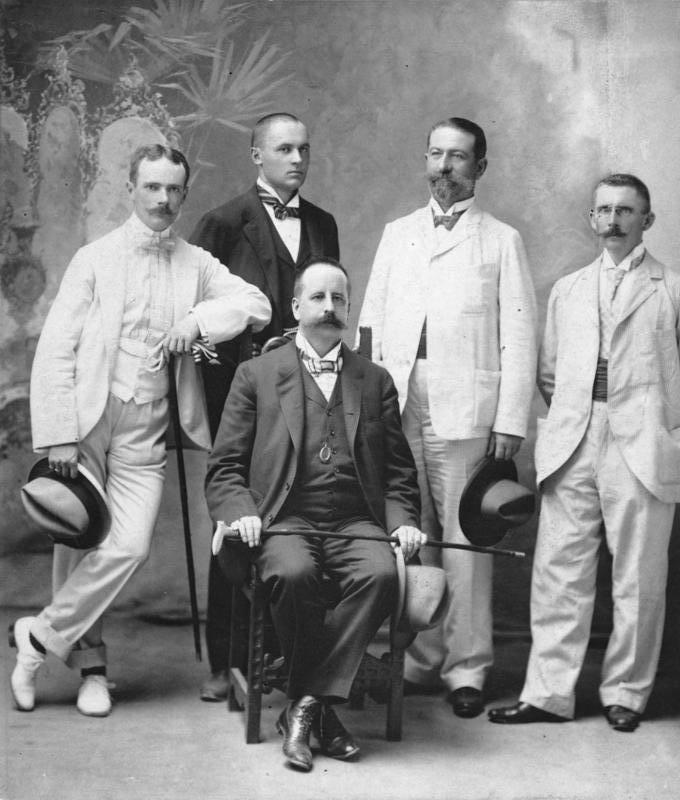
Die Mitglieder der deutschen Gesandtschaft in Peking (China) 1900, sitzend: der deutsche Gesandte Alfons Mumm von Schwarzenstein

Ein Gesandter (lateinisch Legatus, weibliche Form Gesandtin aber: der Gesandte bzw. die Gesandte; der Herr Gesandte bzw. die Frau Gesandte) ist ein diplomatischer Vertreter eines Staates bei einem anderen Staat. Während bis zum Ende des Zweiten Weltkriegs der Gesandte oft der Missionschef einer diplomatischen Vertretung, der Gesandtschaft, war, ist er heute in der Regel nur noch ein hoher Mitarbeiter in einer Botschaft. Eine Erwähnung findet der Gesandte in Art. 14 Abs. 1 des Wiener Übereinkommens über diplomatische Beziehungen (WÜD).

## Gesandte in der Antike, im Mittelalter und in der Frühen Neuzeit

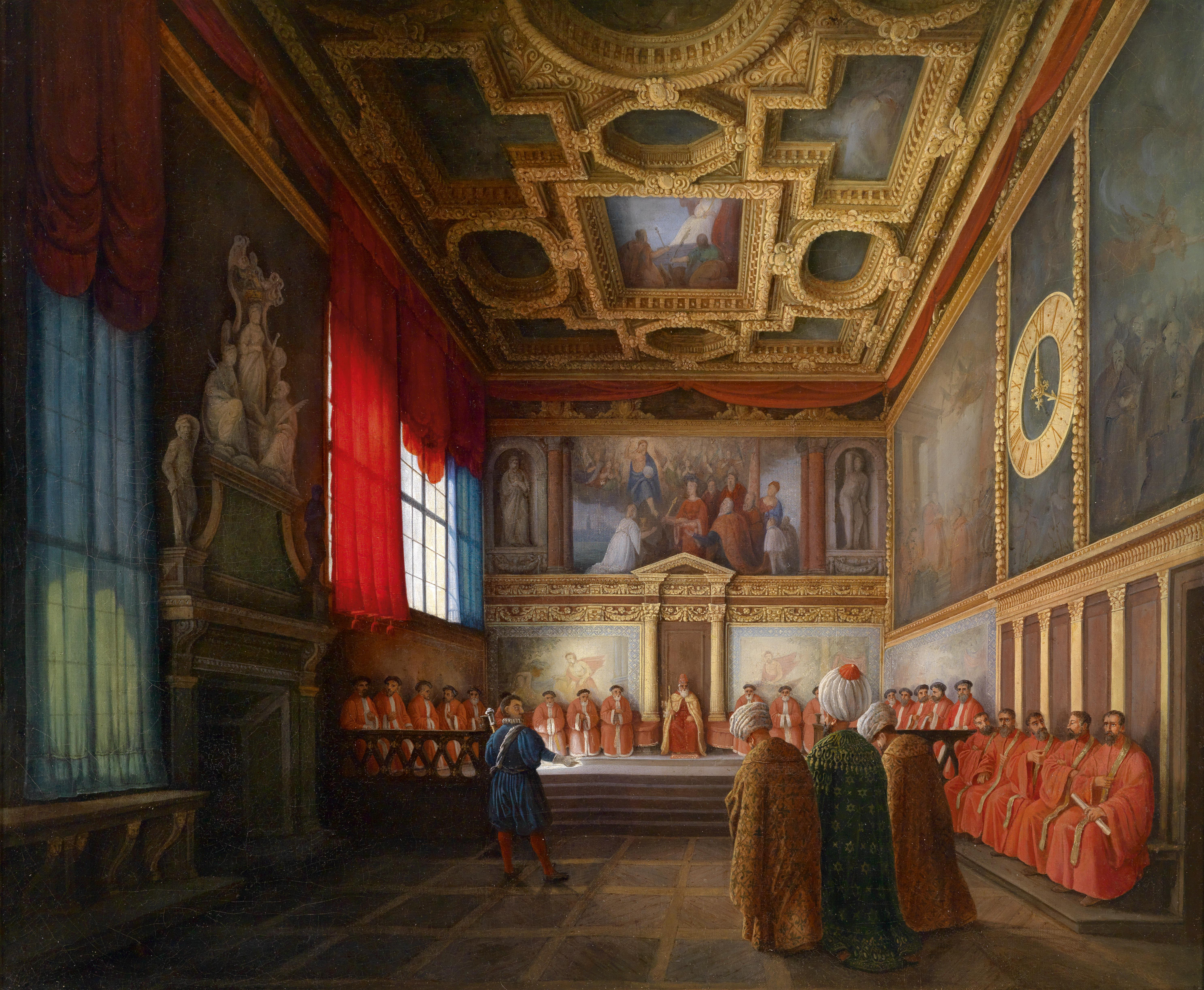
Empfang der osmanischen Gesandtschaft beim Dogen von Venedig in der Sala del Collegio des Dogenpalastes, wahrscheinlich vor 1797 (Ende der Republik Venedig)

Gesandte als offizielle Repräsentanten ihrer Herrscher gab es bereits in der Antike. Schon im 5. vorchristlichen Jahrhundert soll der Austausch von Gesandten unter den griechischen Stadtstaaten ein beträchtliches Ausmaß angenommen haben. Anfänglich wurden sie nur ad hoc, also aus einem bestimmten Anlass, zu einem bestimmten Zweck entsandt. Nach Beendigung seiner Mission kehrte der Gesandte in den Entsendestaat zurück.
Mit der Unterhaltung ständiger diplomatischer Beziehungen seit Beginn des 15. Jahrhunderts war es üblich geworden, einen Repräsentanten mit ständigem Sitz im Empfangsstaat zu entsenden. Grund hierfür war die Intensivierung der politischen Beziehungen, die eine Kontaktaufnahme nur zu bestimmten Anlässen nicht mehr ausreichend erscheinen ließ. Die Republik Venedig errichtete im 16. Jahrhundert ständige Gesandtschaften in Wien, Paris, Madrid und Rom; aus Oberitalien entwickelte sich die ständige Diplomatie über ganz Europa und schließlich weltweit. Einer der frühesten nachweisbar ständigen Gesandten war Nicodemus dei Pontremoli, der ab 1446 etwa 20 Jahre Vertreter des späteren Herzogs von Mailand in Florenz war.
Im Fall des Heiligen Römischen Reichs kam es nach der Umwandlung des Reichstags in den Immerwährenden Reichstag dazu, dass die Reichsfürsten auf dem Reichstag in Regensburg kaum noch selbst vertreten waren, sondern sich durch sogenannte Komitialgesandte vertreten ließen. Damit handelte es sich beim Reichstag also weitestgehend um einen Gesandtenkongress. Auch der Kaiser ließ sich durch einen jeweilig von ihm ernannten kaiserlichen Prinzipalkommissar vertreten, der nach 1748 immer der Familie Thurn und Taxis angehörte. Regensburg wurde so zum Sitz von etwa 70 Komitialgesandtschaften von Reichsständen, aber auch von ausländischen Herrschern, die entweder, wie die Könige von Dänemark und Schweden, im Besitz von Reichsfürstentümern waren und damit Sitz und Stimme auf dem Reichstag hatten, oder die als Beobachter zugelassen waren, wie die Gesandten der Generalstaaten der Republik der Vereinigten Niederlande, der Könige von Frankreich und Großbritannien oder des Kaisers von Russland. Diese Gesandten lebten zum Teil über viele Jahre gegebenenfalls mit ihren Familien in Regensburg.

## Bedeutungswandel

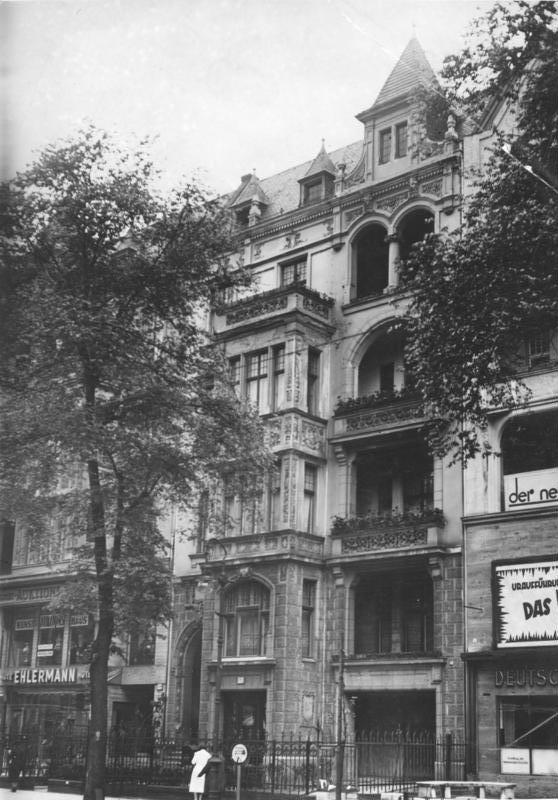
Die chinesische Gesandtschaft in Berlin im Jahre 1935. Die Widmung des Gebäudes blieb noch viele Jahre nach Ende des Zweiten Weltkriegs in Erinnerung, da es wegen der Teilung Deutschlands ungenutzt blieb und inmitten des aufblühenden Kurfürstendamms zwischen noblen Geschäften und teuren Restaurants sichtbar verfiel.

Der Wortsinn des Gesandten hat sich im Laufe der Zeit verändert. Früher war es Staaten unterhalb eines bestimmten Rangs nicht gestattet, einen Botschafter zu entsenden. Sie bestimmten einen Gesandten, der dann der höchste diplomatische Vertreter dieses Landes im Empfangsstaat war. Das Missionsgebäude hieß in diesen Fällen nicht Botschaft, sondern Gesandtschaft.
Um 1805 verfügten in Paris nur das Kaisertum Österreich, die Batavische Republik, das Königreich Spanien, das Königreich Sizilien und das Osmanische Reich über eine Botschaft und einen Botschafter. Das Vereinigte Königreich von Großbritannien und Irland hatte ebenfalls Anspruch auf Etablierung eines Botschafters, war aber zu dieser Zeit diplomatisch nicht in Paris vertreten.
Die übrigen Staaten, z. B. das Kurfürstentum Baden, das Kurfürstentum Bayern, Dänemark, das Königreich Etrurien, die Landgrafschaft Hessen-Darmstadt, die Landgrafschaft Hessen-Kassel, Malta, die Ligurische Republik, Portugal, Preußen, das Fürstentum Regensburg, das Russische Kaiserreich, das Kurfürstentum Sachsen, die Schweiz, Schweden, das Kurfürstentum Württemberg und die USA waren zu dieser Zeit nur mit einer Gesandtschaft vertreten, die von einem Gesandten (frz. häufig Envoyé Extraordinaire et Ministre Plénipotentiaire) geleitet wurde.
Bis in das 19. Jahrhundert blieb es ein Vorrecht der monarchisch regierten Großmächte, Botschafter auszutauschen. Zu Beginn der Regierungszeit von Königin Victoria im Jahre 1837 hatte Großbritannien Botschafter nur in Wien, St. Petersburg und Konstantinopel. 1862 erhielt der Vertreter in Berlin, 1876 in Rom und 1877 in Madrid Botschafterrang.
Später wurde diese Praxis auf die großen Republiken ausgedehnt. Vor der Entsendung eines britischen Botschafters im Jahre 1893 nach Washington hatten die USA ihrerseits keine Gesandten im Botschafterrang ernannt und waren auch nicht Empfangsstaat für diese.
Mit der Entsendung eines Botschafters anstelle eines Gesandten waren bedeutende protokollarische Ehren verbunden. Im 18. Jahrhundert war es am Hof von Versailles üblich, dass Botschafter bei Gesprächen mit dem König sitzen und ihren Hut aufbehalten durften. Gesandte waren dagegen verpflichtet, den König stehend und mit unbedecktem Kopf anzureden.

## Heutige Bedeutung
Nach dem Zweiten Weltkrieg wurde in Ansehung von Art. 2 Nr. 1 der Charta der Vereinten Nationen und der darin statuierten souveränen Gleichheit aller Mitglieder der Staatengemeinschaft die Differenzierung zwischen Gesandtschaften und Botschaften aufgegeben. Heute wird das Recht des Botschafteraustausches von allen Staaten der Erde beansprucht. Gesandtschaften sind selten geworden. In Deutschland, Österreich, der Schweiz und Liechtenstein existieren sie nicht mehr. Das in Art. 15 WÜD genannte Recht der Staaten, den Rang des Missionschefs durch Vereinbarung zu bestimmen (entweder Botschafter oder Gesandter oder Geschäftsträger, vgl. Art. 14 WÜD), hat heute daher nur noch theoretische Bedeutung.
Geblieben ist jedoch die Funktion des Gesandten als eines dem Botschafter unterstellten hohen Mitarbeiters der Mission. Im deutschen Auswärtigen Dienst ist der Gesandte oft an größeren Botschaften ein rangmäßig dem Botschafter folgender Beamter, in der Regel der zweite Mann der Botschaft. An sehr großen Botschaften können auch mehrere Gesandte bestellt sein. Neben dem Gesandten (englisch Minister, französisch Ministre) hat sich in der Staatenpraxis ein weiterer Rang etabliert, der dem Gesandten im Rang nach-, aber dem Botschaftsrat vorsteht: der Gesandte-Botschaftsrat (englisch Minister-Counselor, französisch Ministre-Conseiller).
Den in Art. 14 WÜD erwähnten Gesandten als Missionschef, der, wie der Botschafter, beim Staatsoberhaupt beglaubigt wird (Art. 14 Abs. 1 Buchstabe a) und b) WÜD), während der Geschäftsträger, der zum Missionschef bestimmt ist, beim Außenministerium akkreditiert ist (Art. 14 Abs. 1 Buchstabe c) WÜD), gibt es heute nur noch selten.
Da alle Staaten grundsätzlich einen Botschafteraustausch wünschen, liegt in der gleichwohl erfolgten Entsendung lediglich eines Gesandten (oder eines Geschäftsträgers) mit der Funktion des Missionschefs zumeist eine außenpolitische Demonstration. Der entsendende Staat ist möglicherweise verstimmt oder er möchte den vakanten Botschafterposten aus anderen Gründen vorerst nicht besetzen. Der Gesandte als planmäßiger Missionschef steht im Protokoll der Gruppe der Botschafter nach und der Gruppe der Geschäftsträger (als planmäßige Missionschefs) vor. Die übrigen Gesandten ohne Leitungsfunktion sind ihnen gegenüber nachrangig.